# The place of happiness
「The place of happiness」（ザ プレイス オブ ハピネス）は、水樹奈々の3枚目のシングル。2001年8月29日にキングレコードより発売。

## 解説
- PS2用ゲーム『GENERATION OF CHAOS』の主題歌となっており、1枚目のアルバム『supersonic girl』と初ベストアルバム『THE MUSEUM』にも収録されている。
- カップリングの「水中の青空」と「LOOKING ON THE MOON」も同じく『supersonic girl』に収録されている。
- プロデューサーの三嶋章夫はこのシングルについて「水樹の真骨頂といえるマイナーアップ系[1]の最初に生まれた楽曲で、今の水樹スタイルの原型だと思います」と語っている[2]。
- デビューシングル『想い』以来の、表題曲のミュージック・ビデオが制作されていない楽曲である。

## 収録曲
全作詞：村野直球 / 全編曲：牧野信博
1. The place of happiness [3:45]
  - 作曲：住吉中
  - PS2用ゲーム『GENERATION OF CHAOS』主題歌
2. 水中の青空 [3:44]
  - 作曲：住吉中
3. LOOKING ON THE MOON [3:53]
  - 作曲：牧野信博
4. The place of happiness（vocalless ver.）
5. 水中の青空（vocalless ver.）
6. LOOKING ON THE MOON（vocalless ver.）